# Ловец снов (амулет)

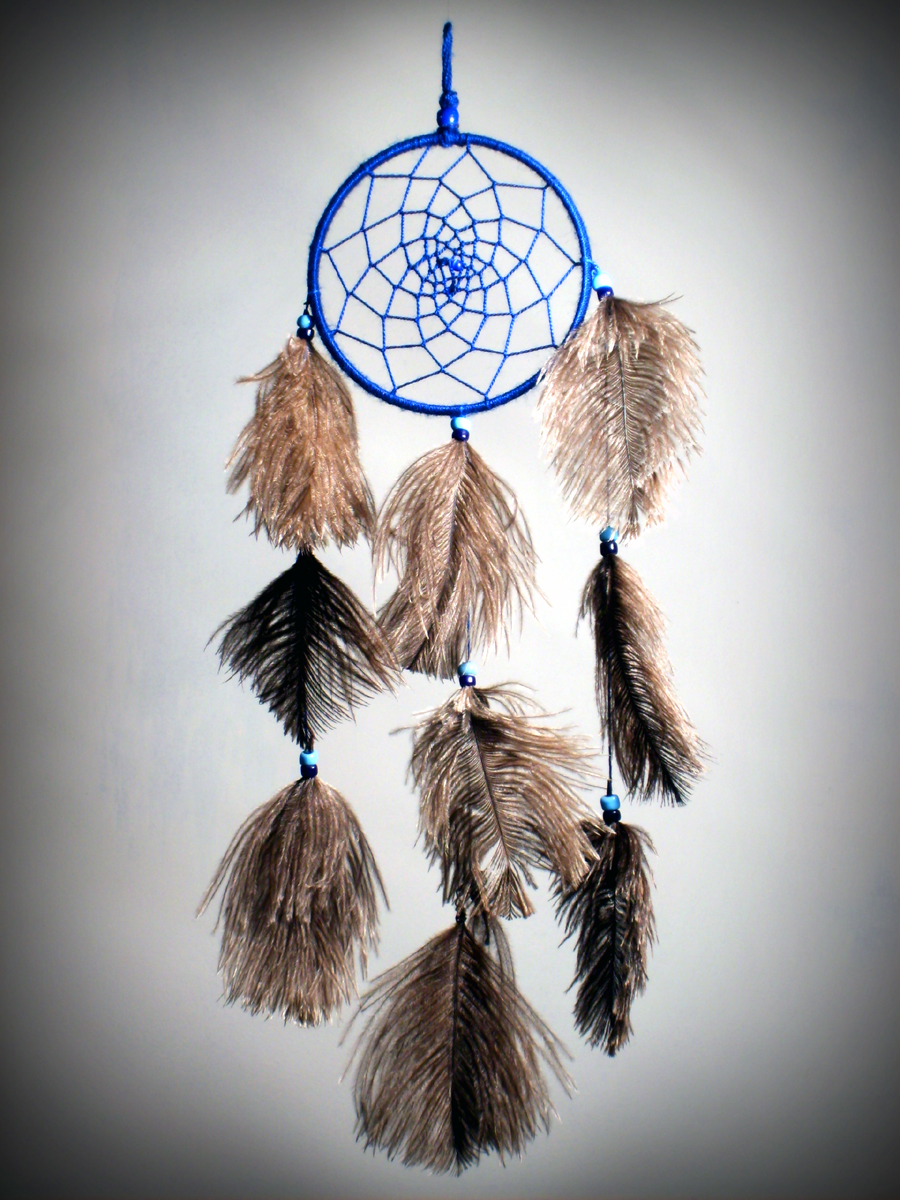
Ловец снов

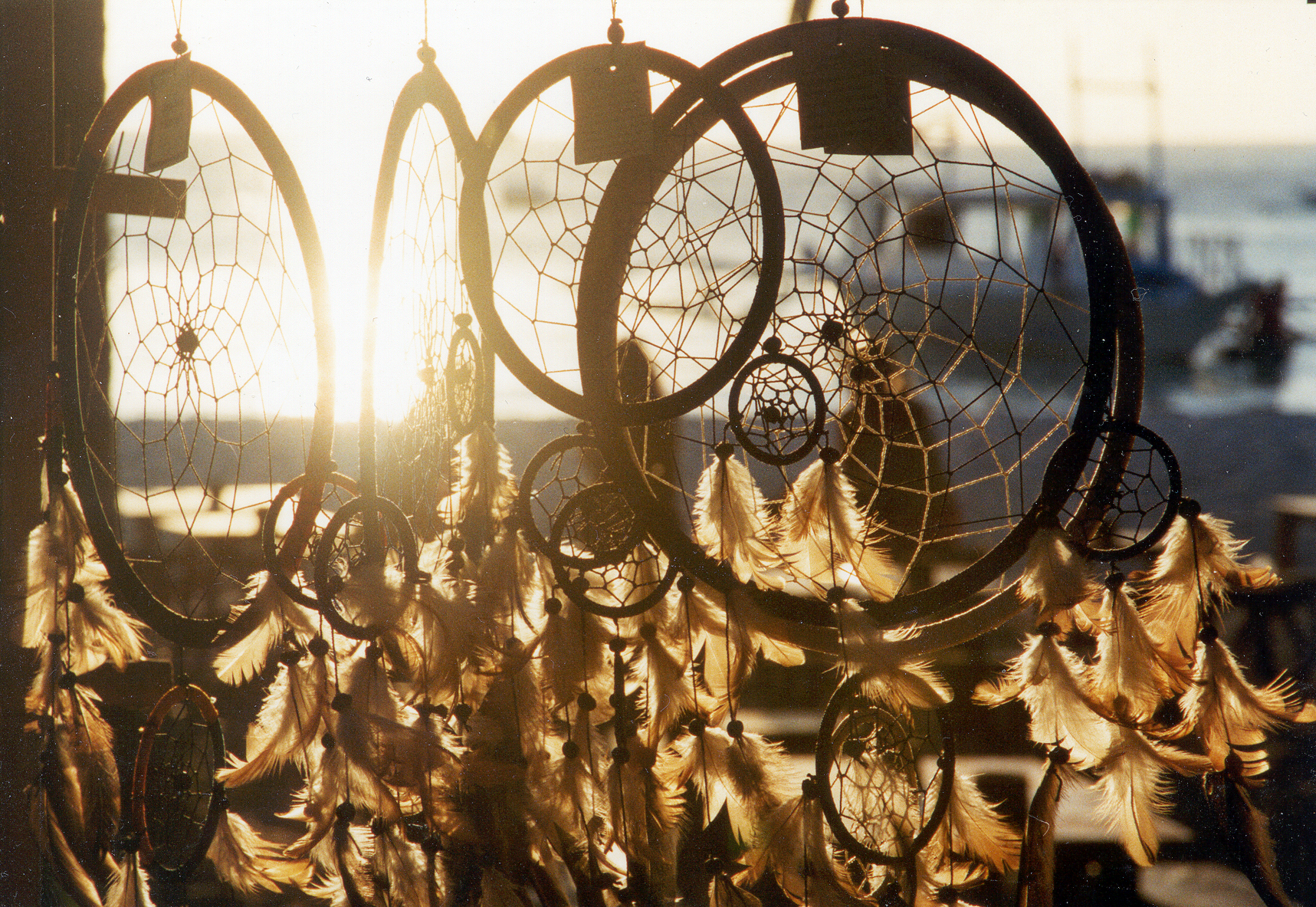
Ловцы снов

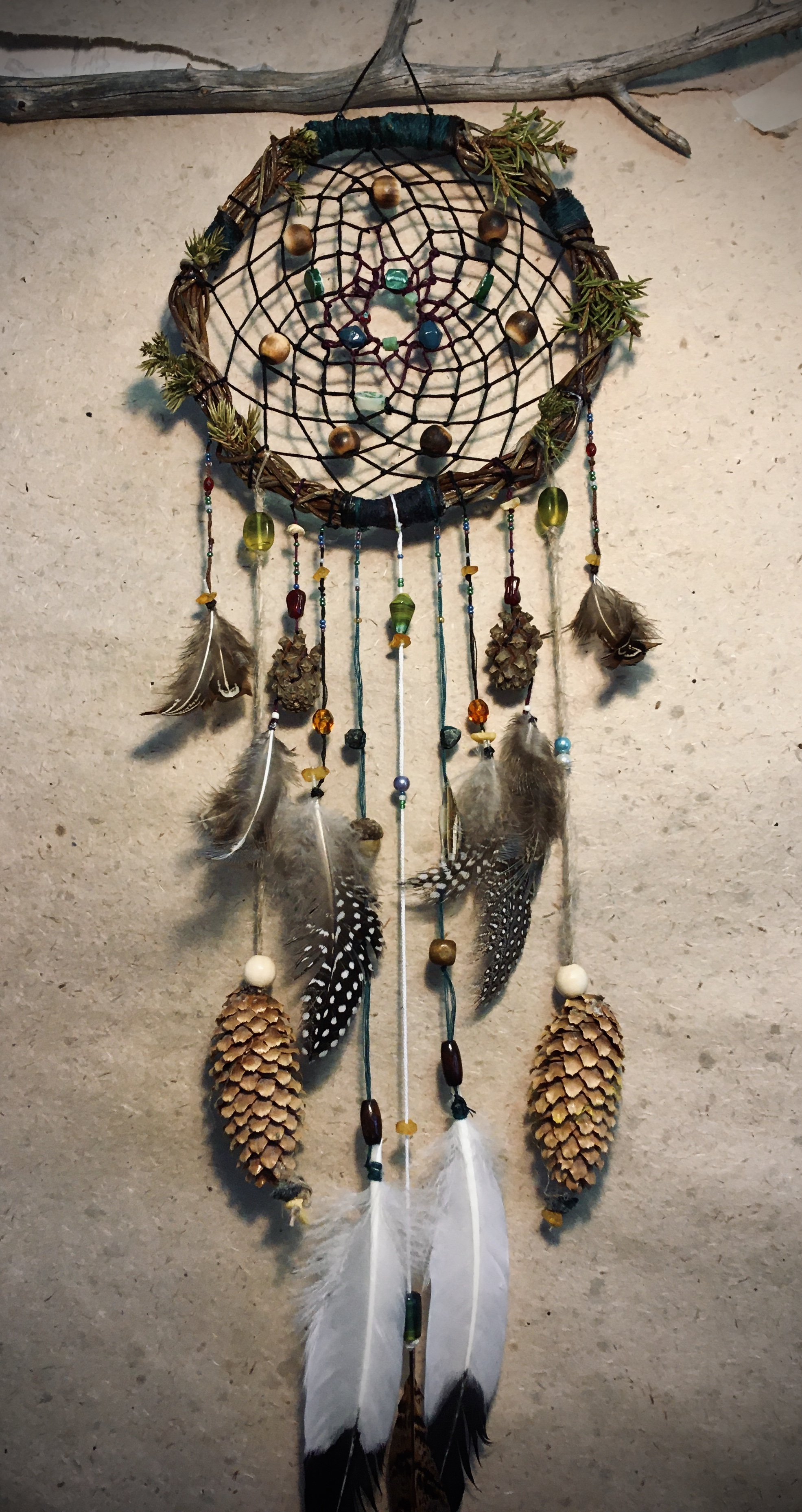
Ловец снов

Лове́ц снов (на оджибве: asabikeshiinh, неодушевлённая форма слова «паук», или более современный вариант — bawaajige nagwaagan «силки для снов») — индейский амулет, защищающий спящего от злых духов и болезней. По преданиям, плохие сны запутываются в паутине, а хорошие проскальзывают сквозь отверстие в середине.
В своей книге «Ловцы снов: легенды, наследие и артефакты» американский антрополог Кэт Оберхольцер указывает, что у различных племён оберег имел различную форму. У оджибве и кри южного побережья Залива Джеймса они имели круглую форму и рисунок паучьей сети, в то время как у кри северных территорий амулеты напоминали больше рыбацкую сеть. Тем не менее, и в том, и в другом случае задачей этих плетёных оберегов было «поймать» простуду, болезнь или злых духов.
Амулет представляет собой паутину из суровых ниток или оленьих жил, натянутых на круг из ивовой ветви. Часто в ловец вплетают несколько перьев, украшают бисером, раковинами или бусинами. Амулет вешается над изголовьем спящего.

## Назначение
Ловец снов не только ловит неприятные, пугающие сны и злых духов, приходящих с ними, но и всё, что приносит несчастья — к примеру, простуду или неудачу.
Круглая форма обруча ловца снов напоминает священный круг (магическое колесо) — один из самых важных символов индейцев.
Перо, являющееся манифестацией сверхъестественной энергии Вселенной, символизирует путь, по которому должен следовать человек в пространстве сновидения. Считается, что каждый раз, когда снится хороший сон, ворсинки пера шевелятся по мере того, как сон пробирается по ним к спящему.

## Легенды происхождения
На протяжении долгого времени многие племена претендовали на авторство ловцов снов. Наиболее известными среди них были навахо, лакота сиу, гуроны, кри, мохоки, ирокезы и оджибве. В начале двухтысячных годов было достигнуто согласие в том, что изначальное авторство ловцов снов принадлежит племени оджибве.

### Легенда народа лакота
По одной из древних легенд, старейшина индейского народа лакота взошёл на гору, и там у него было видение, в котором к нему явился древний учитель мудрости в обличье паука. Пока они разговаривали, паук согнул ветвь старой ивы в кольцо и, украсив его пером птицы, стал плести внутри кольца паутину.
Он говорил о том, что этот ивовый круг символизирует круг жизни человека: младенец рождается, вырастает, вступает во взрослую жизнь. Потом он начинает стареть и берёт на себя заботу о новых младенцах. Так круг замыкается. Обруч из лозы также символизирует жизненный путь человека. Говоря это, паук плёл свою паутину, и только в её центре осталось отверстие.
Тогда он сказал: «Есть множество дорог, по которым двигается человек — каждый сам выбирает свой путь. И в каждый момент жизни человеком владеют страсти. Если они добрые, то направляют его по верному пути, а если они злые, то человек идёт по ложному пути. Паутина — это совершенный круг, но в самом центре есть отверстие. Добрые мысли пройдут через центр к человеку. Злые мысли запутаются в паутине и исчезнут с рассветом».

### Оджибвейская легенда
Так говорят старики племени оджибве о том, как Паучиха вернула Дедушку Солнце людям.
Паучиха всегда строит домик перед рассветом. Также нужно делать и вам. Посмотрите на её домик в рассветных лучах, и вы увидите, как она ловит рассветное солнце и оно сияет в капельках росы.
Паучиха заботилась о своих детях, жителях земли. Давным-давно все они жили на Черепашьем Острове. Когда кланы оджибве разошлись по четырём сторонам света, Паучихе стало трудно путешествовать на далёкие расстояния, чтобы сплести паутину на ручке колыбели, потому она научила всех матерей, сестёр и бабушек плести волшебные сети из прута ивы и жил для маленьких детей. Круглый обруч символизирует ход Дедушки Солнца по небу.
Плохие сны запутываются в паутине и не могут пробраться к нам, когда мы спим. С первыми лучами солнца они сгорят.
Если ты видишь Паучиху, не пугай её, а прояви уважение и позаботься о ней. У многих ловцов паутина крепится к обручу в восьми точках, поскольку у Паучихи восемь лапок. Некоторые привязывают пёрышко в центре, чтобы было видно, как движется воздух. Так ребёнок может наблюдать за движением воздуха и играть в колыбели.

## Самый большой ловец снов в мире (Рекорд Гиннесса)

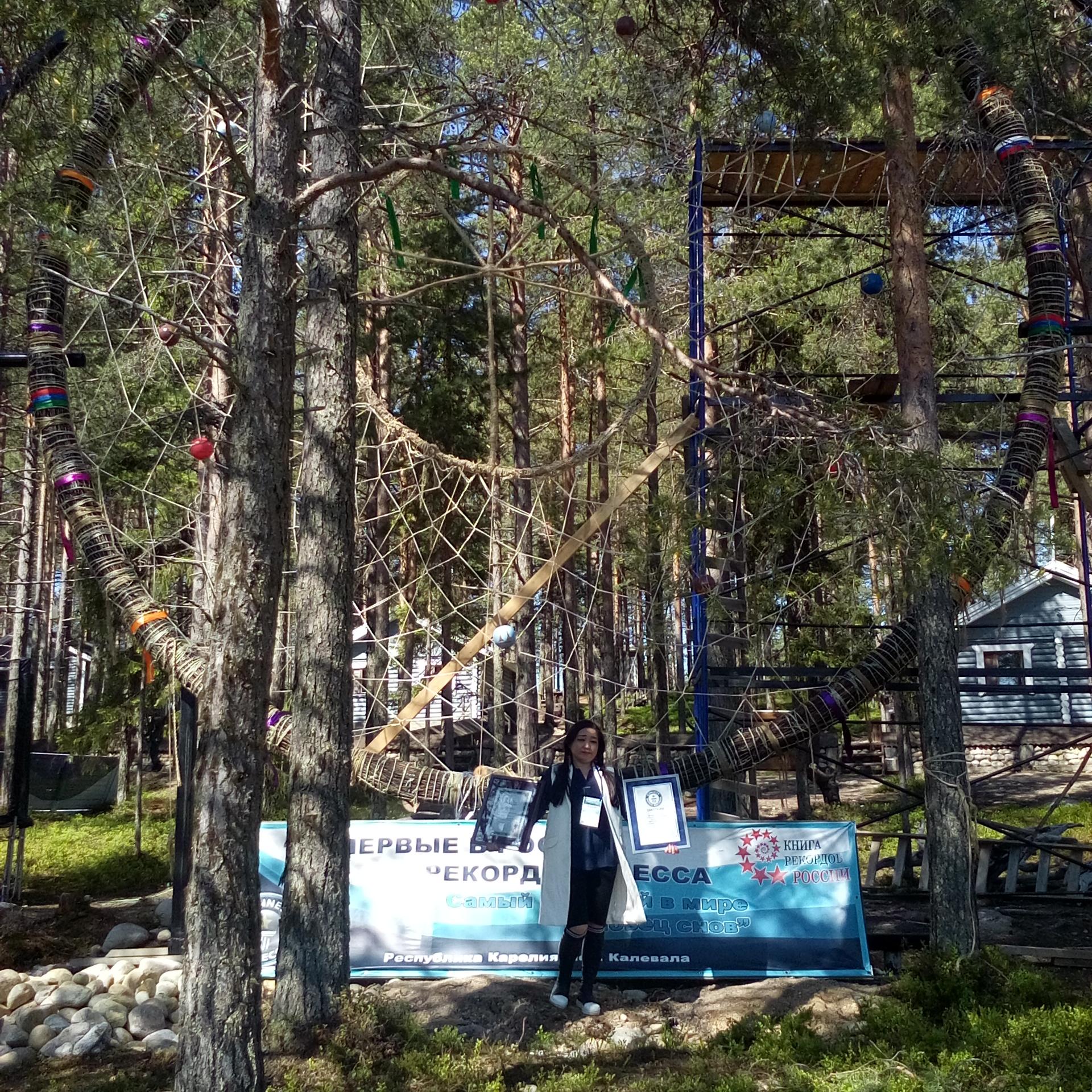
Ловец Снов, который попал в Книгу Рекордов Гиннесса и Книгу Рекордов России, на фото с его создателем в Калевале

Самый большой ловец снов в мире находится в Литве в городе Дубингяй Он создан Владимиром Параниным и имеет диаметр 10,14 м. Самый большой ловец снов в России находится в Карелии в посёлке Калевала. Бибигуль Мамаева сделала амулет «Ловец снов»  диаметром 7,42 метров, длиной окружности 23,3 метра и весом 271 кг. Это произошло в Калевале 20—22 марта 2016 года в День весеннего равноденствия. Этот рекорд был зафиксирован в Книге рекордов Гиннесса и Книге Рекордов России.

## Современное использование
Ловцы снов в их современном виде появляются в 60-х годах XX века на пау-вау на волне «паниндейского» движения. Очень быстро они становятся символом единства и идентичности коренных американцев. Легенды о ловцах снов начинают фиксировать у различных племён Северной Америки. Их начинают изготавливать индейцы США и Канады. Из-за большой коммерциализации ловца снов, как популярного сувенира, некоторые индейцы считают современное использование амулета направленным на получение прибыли и нежелательным примером культурного заимствования.
Тем не менее для огромного числа индейцев ловец снов является примером и одним из истинных символов их культурных ценностей, верований и, в конечном итоге, их самоидентификации. Ловец снов является дорогим подарком при встречах племён. Ритуал дарения ловцов снов, проводимый на особых церемониях и межплеменных собраниях, отражает сильную веру в могущество ловца снов и передачу культурных ценностей дарящего. Принятие подобного дара усиливает и легитимизирует эти верования. В племени оджибве во время ритуала выхода из палатки девочкам дарят орлиное перо и ловец снов, как символ передачи культурных ценностей по материнской линии от бабушки, что символизирует передачу дара плести ловцы снов Бабушкой Паучихой. Как в США, так и в Канаде отмечались факты включения символа ловца снов в христианский ритуал Рождества, когда ловцы снов использовались в качестве украшения рождественской ёлки. Кроме того, ловцы снов стали источником вдохновения для многих людей, увлечённых романтизированным образом индейской культуры.
Николь Манн, ставшая первой астронавткой США, происходящей из индейского племени, взяла с собой в полет амулет, доставшийся ей от мамы.